# Buxus citrifolia
Buxus citrifolia är en buxbomsväxtart som först beskrevs av Carl Ludwig von Willdenow, och fick sitt nu gällande namn av Spreng.. Buxus citrifolia ingår i släktet buxbomar, och familjen buxbomsväxter. Inga underarter finns listade i Catalogue of Life.